# ATF Dingo
Il veicolo Allschutz-Transport-Fahrzeug (ATF) Dingo è un blindato su ruota tipo MRAP Radfahrzeug per pattugliamento e trasporto truppe, impiegato principalmente dalla Bundeswehr, dal Bundesheer e dall'esercito del Lussemburgo e da quello norvegese. La famiglia di veicoli DINGO prende il nome dal mammifero australiano Dingo e conta 16 varianti. Il 20 giugno 2013 viene consegnato dalla Krauss-Maffei Wegmann il 1000° DINGO per la Bundeswehr al Staatssekretär im Verteidigungsministerium, Christian Schmidt.

## Storia

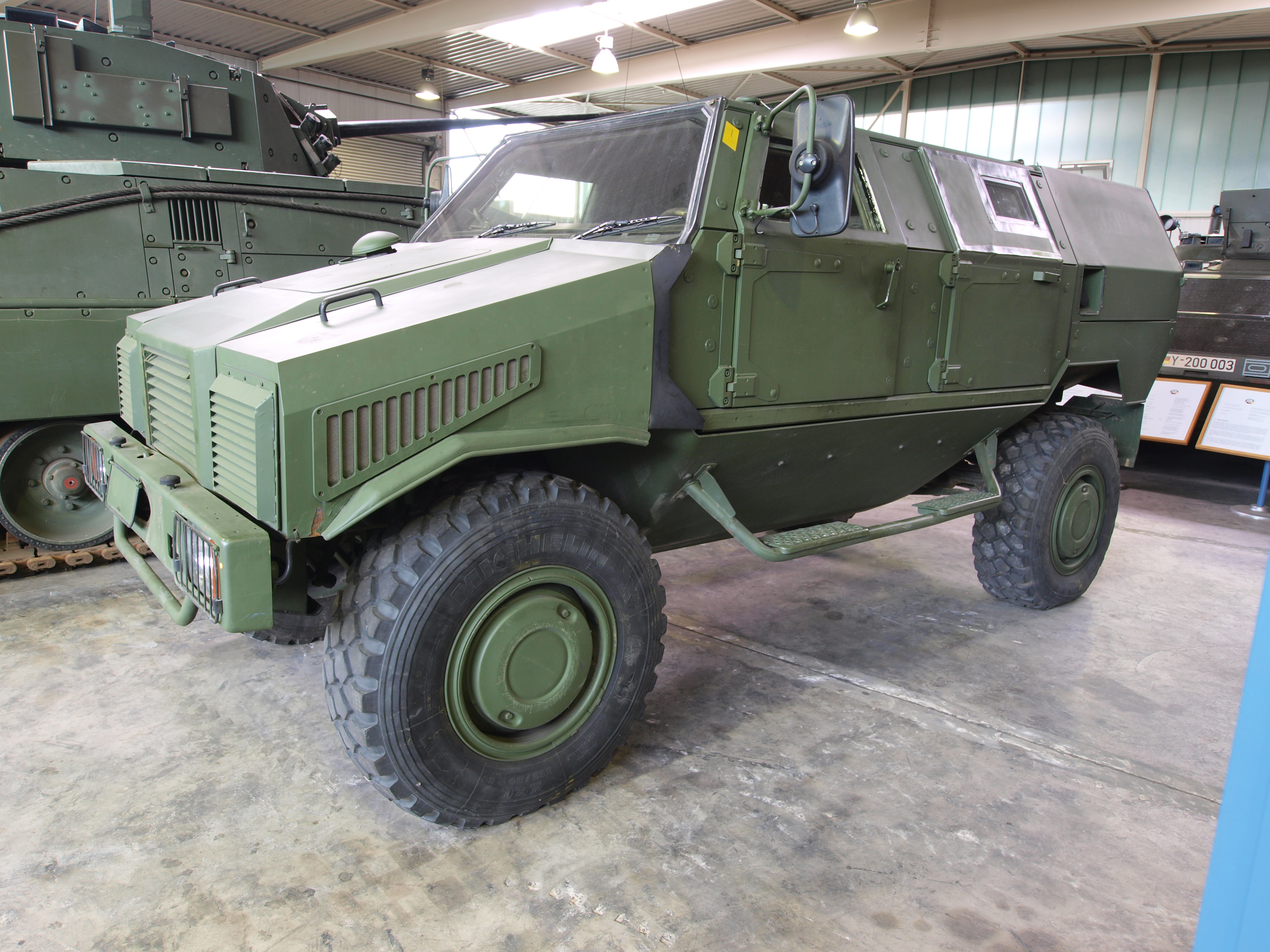
Dingo-1-Prototyp (Versione ATF 1)

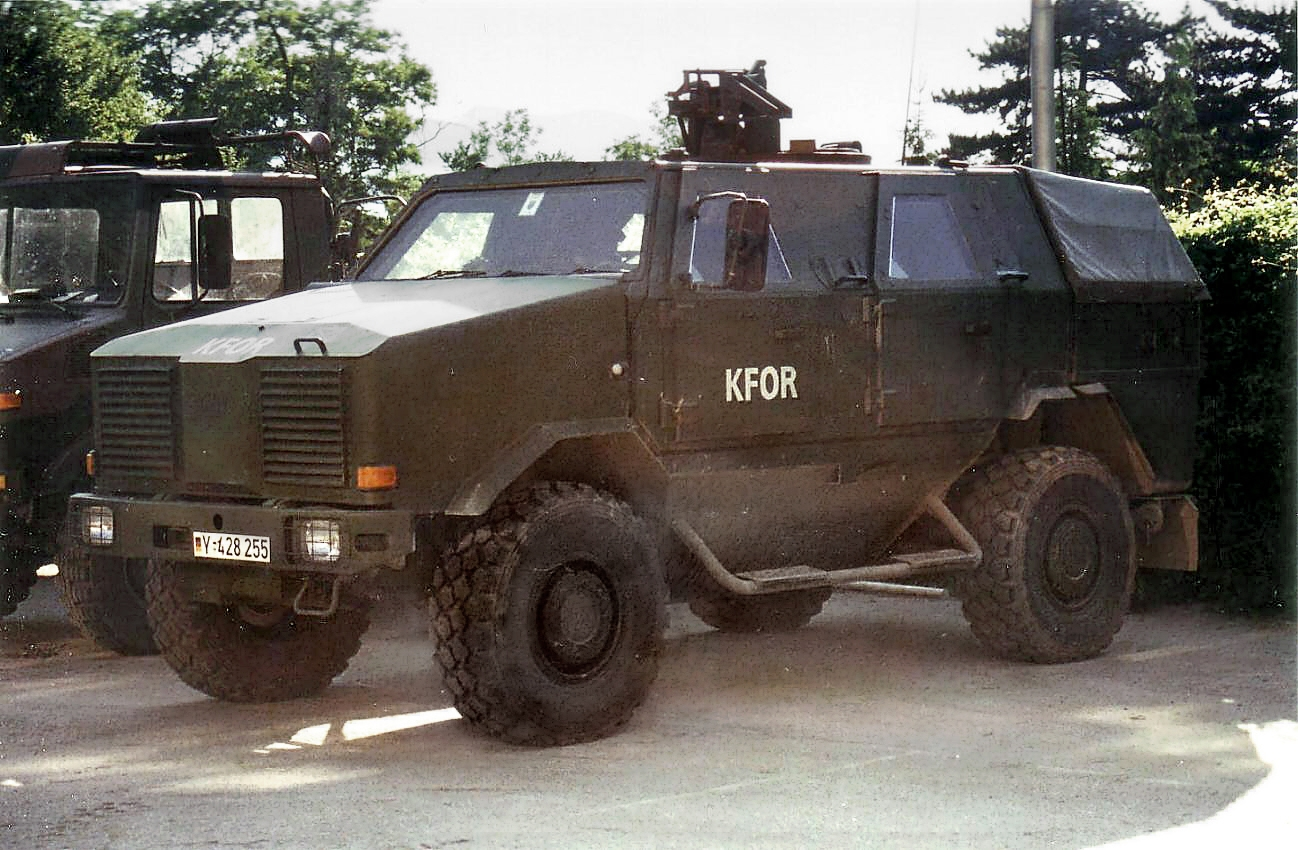
Dingo 1 (Versione ATF 2) della Bundeswehr

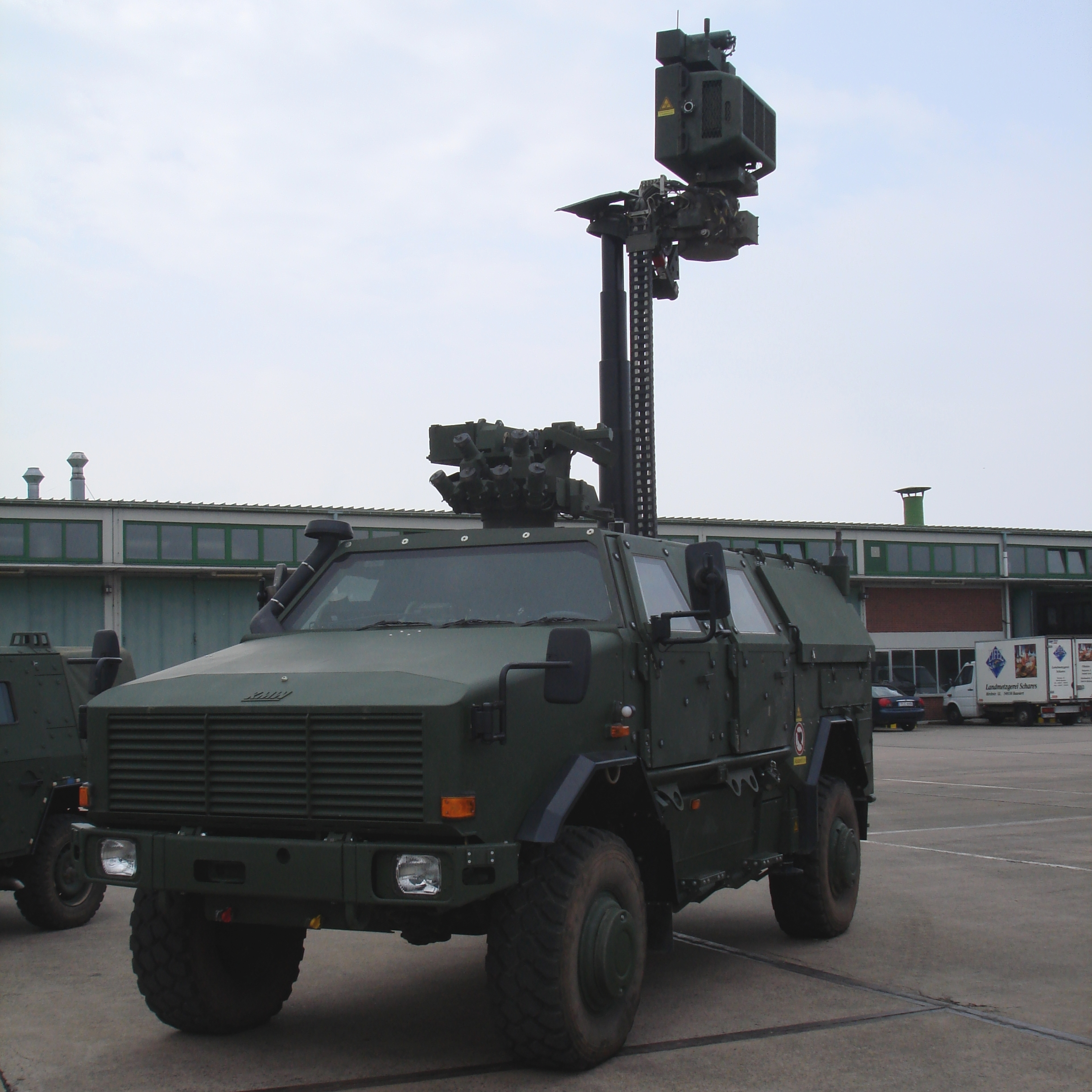
Dingo 2A2 con radar BÜR della EADS e arma FLW 200

Con l'inizio delle operazioni all'estero della Bundeswehr (IFOR) nacque la necessità di un veicolo blindato trasporto truppe antimina. Il veicolo già operativo Fuchs, il MAN gl e il Wolf con modularità nella protezione (MSA) vennero considerati una valida temporanea alternativa. Il pacchetto MSA diventava alla fine un potenziamento delle blindature contro le armi della fanteria. Il Fuchs data la sua mission originaria pesava troppo e non permetteva il passaggio su strade e ponti di fortuna. Il Wolf poteva essere blindato ulteriormente ma non permetteva missioni di pattugliamento.
La divisione Rüstungsbereich della Bundeswehr sviluppò nel quadro della Rüstungsaufgabe 41 – Ballistischer Schutz un sistema di protezione basato sul sistema sudafricano, un deflettore antimina a forma di V del 1990. La divisione armamenti della Krauss-Maffei integrò in collaborazione con gli specialisti dell'Ingenieurbüro Deisenroth il deflettore su un Unimog-U-100-L-Fahrgestell. Venne coinvolto il KG II 5 del Bundesamt für Wehrtechnik und Beschaffung. L'ATF 1 designò il veicolo con cella di protezione contro mine e proiettili perforanti.

## Impiego

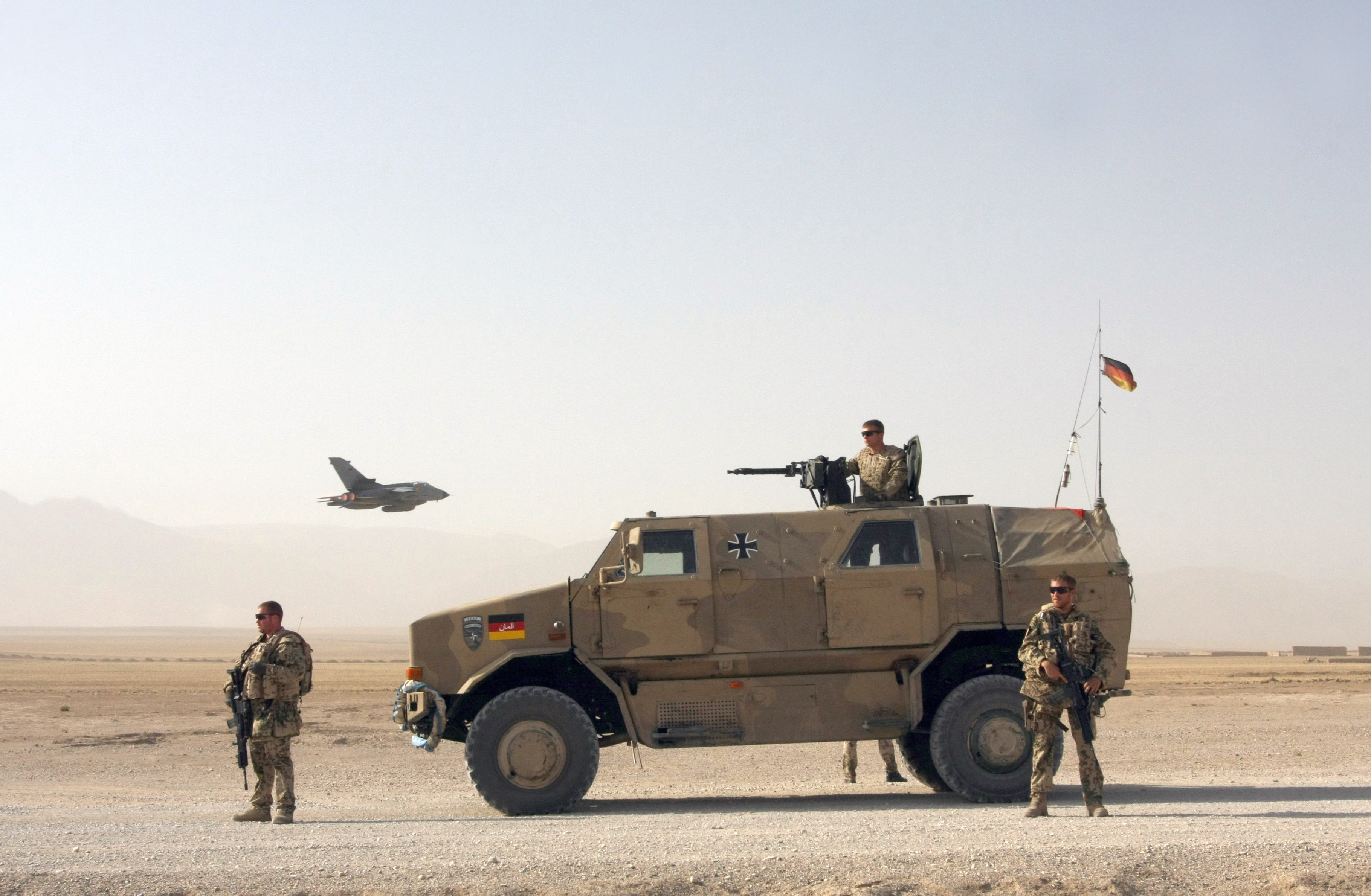
Dingo 2 presso Mazar-e-Sharif.

L'impiego principale del ATF Dingo è il pattugliamento e accompagnamento nei convogli, ovvero „Friedenserhaltenden Maßnahmen“ (Peace Support Operations). Qui sta la sua missione operativa con una classe di peso tale da permettere una protezione contro una mina terrestre, e la capacità di essere impiegato in missioni di guerriglia urbana. La protezione dell'equipaggio all'interno del ATF Dingo è prioritaria.
Per l'impiego su terreni medi e pesanti come il TPz Fuchs ma con punti salienti come le sole quattro ruote e le sospensioni a molle elicoidali. Il veicolo ATF Dingo può essere trasportato in due esemplari su un velivolo Transall C-160.

## Costruzione e sicurezza
Il veicolo ATF Dingo 1 ha composizione modulare di cinque elementi: telaio, cella di sicurezza, spazio stoccaggio, zona motore e deflettori per mine. Tutti i gruppi sono montati sul telaio e mobili. Con il Dingo 2 i deflettori per mine sono integrati nella cella di sicurezza, la variante Dingo 2 GE A2.3 è un vero blindato.

## Armamento

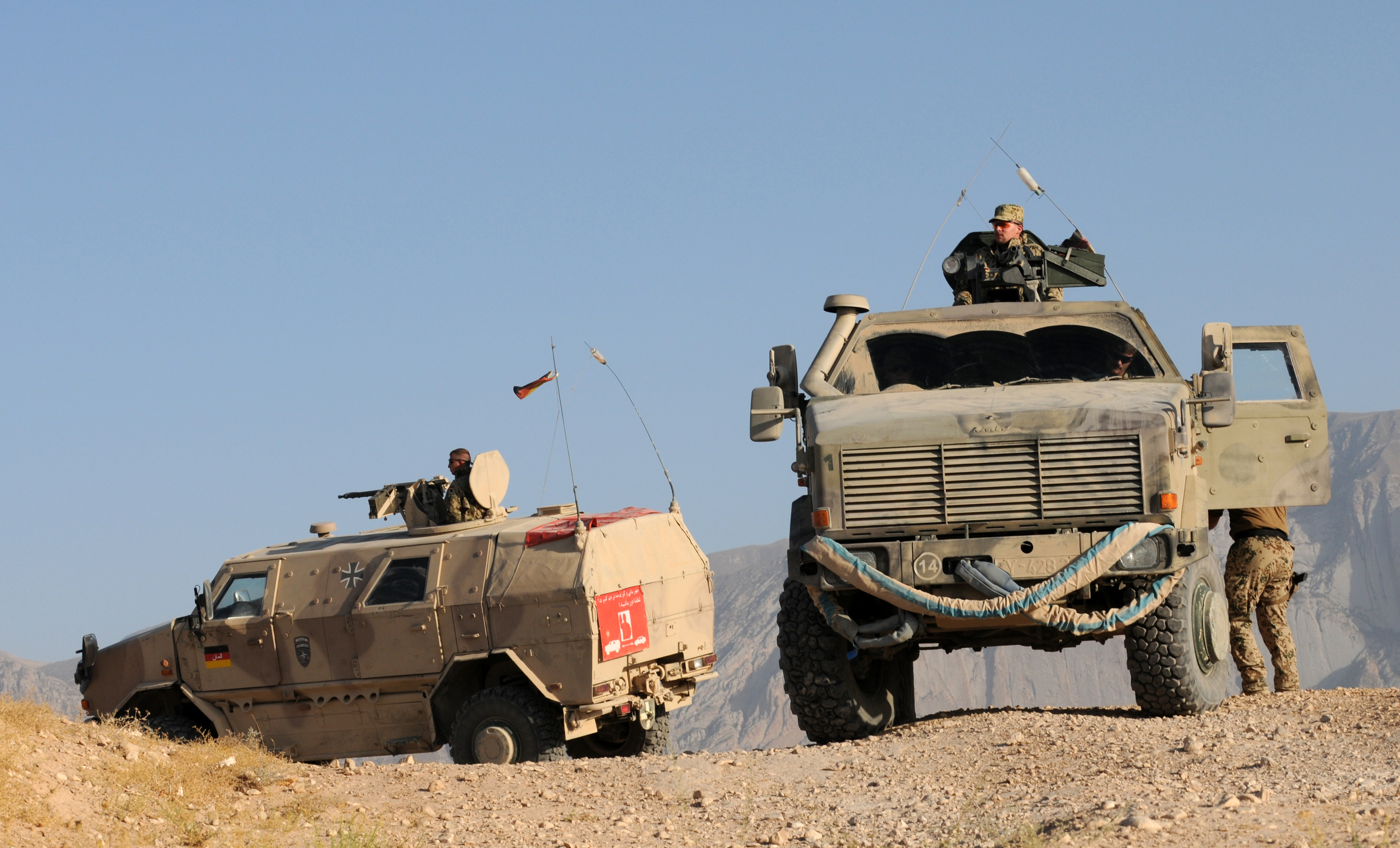
Dingo 2A2 della ISAF 2009. KMW 1530 con MG3

L'armamento standard del Dingo è il sistema d'arma KMW 1530. Con una MG3 calibro 7,62 × 51 mm.
Vi è nella parte centrale una cella protetta per una persona. Nelle configurazioni aggiuntive sistemi d'arma come GMW 40 × 53 mm e la mitragliatrice pesante 12,7 × 99 mm NATO Browning M2, queste non vengono più usate da quando verrà installato il sistema d'arma FLW 200.

## Impiego operativo
ISAF
L'uso reale del veicolo viene messo alla prova il 3 giugno 2005 a Kabul. Alla fine del convoglio Luna come veicolo finale, un Dingo, aziona con la ruota anteriore destra una mina di 6 kg di esplosivo. Con la detonazione il veicolo si alza di due metri e si crea un cratere di due metri di diametro e profondo mezzo. 
La ruota, il semiasse e parti dell'intero veicolo vennero distrutte ma la cella di sicurezza rimase intatta. Due membri dell'equipaggio rimasero leggermente feriti per lo shock dell'esplosione.
Il 27 giugno 2006, un Dingo 1 viene colpito da una autobomba vicino a Konduz.
Il 27 marzo 2008 viene colpito da un ordigno esplosivo improvvisato un ATF Dingo vicino a Kunduz, con due feriti gravi e uno leggero.
Il 23 luglio 2009 inizia la operazione Adler e un Dingo della Bundeswehr viene colpito da tre Panzerfäust, nessun danno.
Il 2 aprile 2010 geriet ein Dingo im Laufe von Gefechten in eine Sprengfalle. Durch die Explosion wurden vier Soldaten verwundet und das Fahrzeug so schwer beschädigt, dass es später durch deutsche Kräfte zerstört werden musste.
Al mese di aprile 2010 la Bundeswehr ha solo cinque Dingo 2 distrutti: un GE A1, tre GE A2 e un GE A2.3.

## Dati tecnici
| Altezza                    | 2550 mm (al tetto; 2950 mm con torretta)                                                                |
| Larghezza                  | 2390 mm                                                                                                 |
| Lunghezza                  | 5450 mm (corto) o 6080 mm (lunghezza)                                                                   |
| Volume celle di protezione | 6,5–8,2 m³                                                                                              |
| Volume stoccaggio          | 2,0 m³                                                                                                  |
| Motore                     | Mercedes Benz OM 366 LA III/4 (Dingo 1) Mercedes-Benz OM 924 LA, Euro 3 (Dingo 2)                       |
| Potenza                    | 178 kW (240 PS) Dingo 1 160 kW (218 PS) bis Dingo 2A1 163 kW (222 PS) ab Dingo 2A2                      |
| Velocità massima           | >100 km/h (Strada)                                                                                      |
| Peso                       | 12,5 t (Dingo 2)                                                                                        |
| Carico utile               | 2,5–3,0 t                                                                                               |
| Altezza dal suolo          | 480 mm                                                                                                  |
| Wattiefe                   | 1200 mm                                                                                                 |
| Pendenza                   | 60 % |
| Armamento                  | MG3 7,62 × 51 mm NATO (Standard) o Granat-Maschinen-Waffe 40 × 53 mm (optional) o cal.50 BMG (optional) |
| Equipaggio                 | corto: 5 uomini (guidatore, comandante, 2 fucilieri, 2 per difesa vicina), lungo: 8 uomini              |
| Radio                      | SEM 90                                                                                                  |
| Accessori                  | Condizionatore d'aria, telecamere, ABS, GPS Navigatore, protezione NBC, Differenziali, Cronotachigrafo  |

## Costi
Il prezzo del veicolo di serie del Dingo 2 è di 600.000 €, ma può raggiungere il milione di Euro nelle diverse varianti.

## Utilizzatori
| Paese                                                 | Variante                                     | Ordine | Opzioni | Consegne                             |
| ----------------------------------------------------- | -------------------------------------------- | ------ | ------- | ------------------------------------ |
| Germania – Bundeswehr                                 | Dingo 1                                      | 147    | 0       | 147                                  |
|                                                       | Dingo 2 A1/A2/A2.3                           | 287    | 0       | 287                                  |
|                                                       | Dingo 2 BÜR                                  | 78     | 0       | 2 (consegne fermate)                 |
|                                                       | Dingo 2 A3 System-Instandsetzung             | 25     | 0       | 25                                   |
|                                                       | Dingo 2 A3.2 trasporto persone               | 41     | 0       | 41                                   |
|                                                       | Dingo 2 C1 GSI Gefechtsschadeninstandsetzung | 44     | 0       | 44                                   |
|                                                       | Dingo 2 A3.3 trasporto persone               | 118    | 0       | 39 (fino al nov. 2011) +79 (al 2012) |
| Germania – ASSIK                                      | Dingo 2 Polizei                              | 2      | 0       | 2                                    |
| Belgio – Componente terrestre dell'armata belga       | Dingo 2 MPPV Fus (Patrouille)                | 158    | 0       | 158                                  |
|                                                       | Dingo 2 MPPV PC (Posto di comando mobile)    | 52     | 0       | 52                                   |
|                                                       | Dingo 2 MPPV Ambulanza                       | 10     | 0       | 10                                   |
|                                                       | Dingo 2 (nuove varianti)                     | 0      | 66      | 0                                    |
| Kurdistan iracheno – Peshmerga                        | Dingo 1 ATF                                  | 20     | 0       | 20 (al settembre 2014)               |
| Lussemburgo – Esercito del Lussemburgo                | Dingo 2 PRV Aufklärung                       | 48     | 0       | 48                                   |
| Austria – Bundesheer                                  | Dingo 2 ATF                                  | 60     | 0       | 60                                   |
|                                                       | Dingo 2 AC Spürfahrzeug                      | 12     | 0       | 12                                   |
|                                                       | Dingo 2 AC Ambulanza                         | 3      | 0       | 3                                    |
| Repubblica Ceca – Pozemní síly Armády České republiky | Dingo 2 A2                                   | 21     | 0       | 21                                   |
| Norvegia – Kongelige Norske Hæren                     | Dingo 2 A3                                   | 20     | ja      | 20                                   |
| Arabia Saudita – Reale forza terrestre saudita        | Dingo 2 AC Spürfahrzeug                      | 30     | ja      | 0                                    |

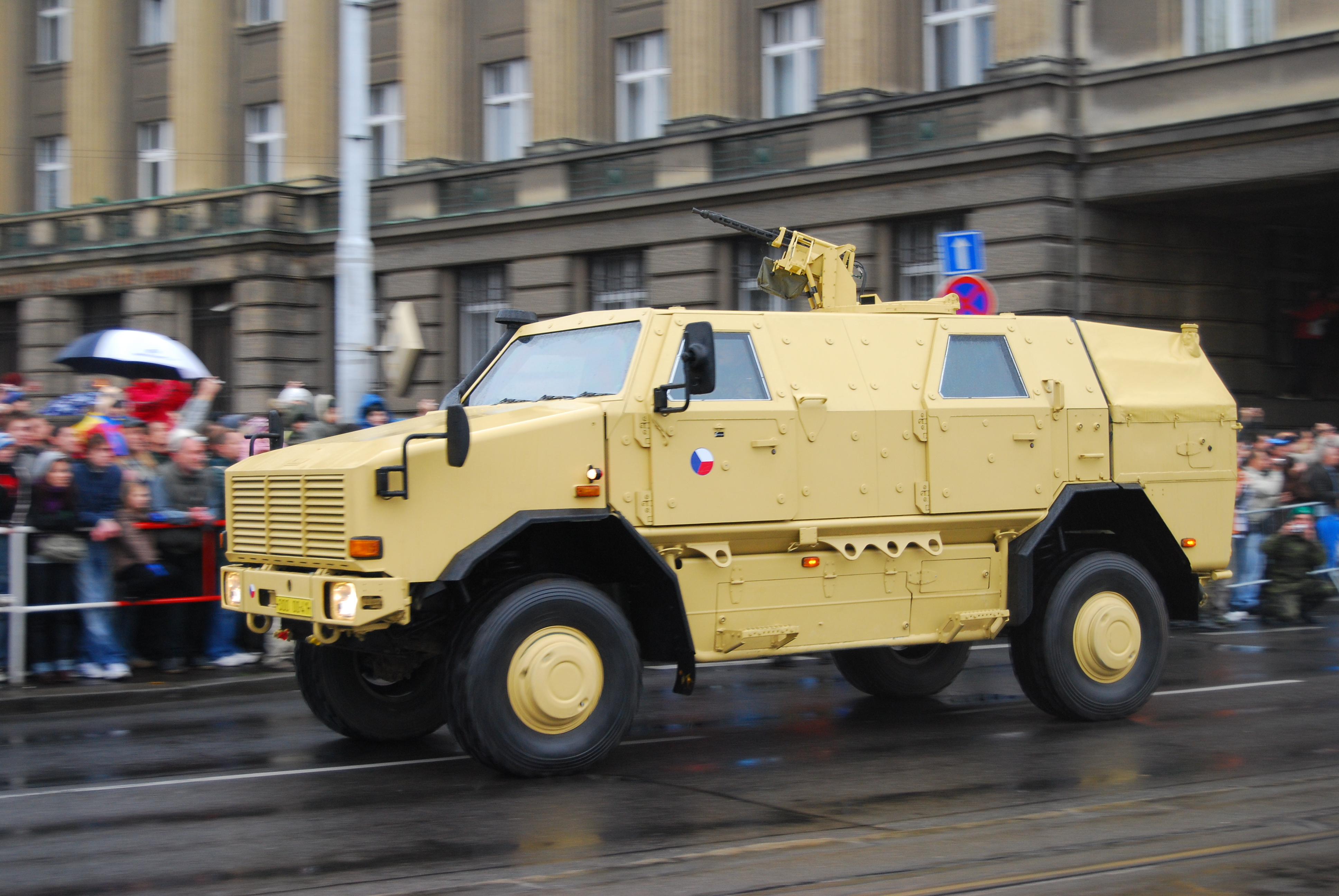
Dingo 2A2 ceco.

- Belgio – 220 ordinati (+132 opzioni) Dingo 2. I primi 40 fino a ottobre 2007 alla Armata belga.
- Kurdistan iracheno – ATF Dingo 1 contro i terroristi ISIS.
- Lussemburgo – Nel marzo 2008 ordinati 48 Dingo 2 per ricognizione.
- Austria – Dingo 2 impiegato dal maggio 2005 anche dal Bundesheer. 75 veicoli in diverse varianti.
- Rep. Ceca – nel novembre 2007 la Armáda České republiky ordina quattro Dingo 2A2. Al novembre 2010, 21 veicoli consegnati.
- Norvegia – 20 Dingo 2 ordinati alla KMWt.[9]
- Arabia Saudita – ha 30 Dingo 2 NBC. Il costruttore dell'allestimento è la tedesca Bruker Daltonics di Lipsia.